# Burrell Collection

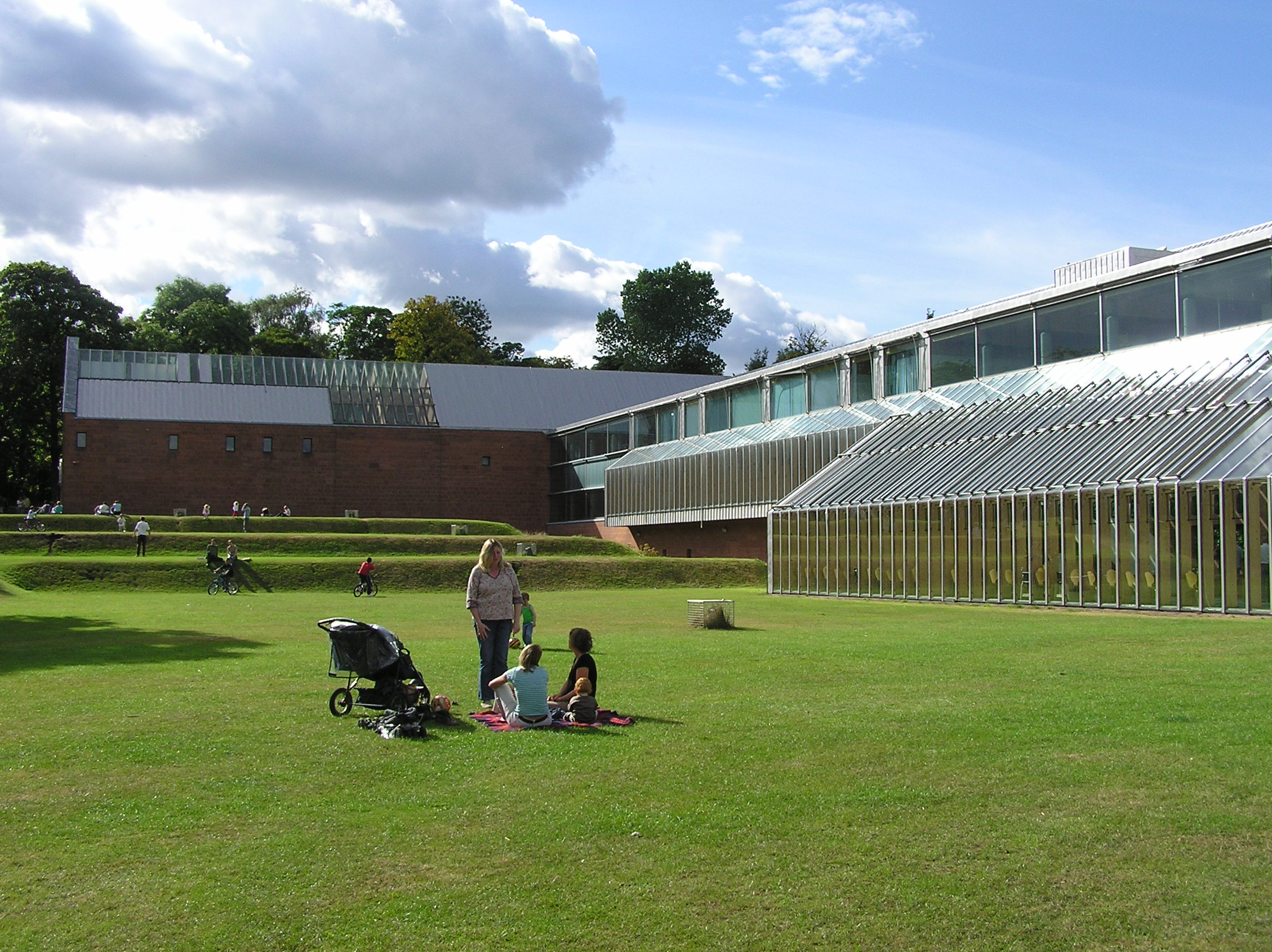
El museo que alberga la Burrell Collection, con el ala de entrada en el fondo a la izquierda y el restaurante a la derecha, mirando al césped.

La Burrell Collection es un museo de arte en la ciudad de Glasgow, en Escocia (Reino Unido), que exhibe la antigua colección privada del empresario William Burrell (1861-1958), quien la donó en 1944. El museo actual se inauguró en 1983 y está situado en Pollok Country Park, en la parte sur de la ciudad.
Debido a obras de remodelación, el museo se cerró al público en 2016 y se reabrió el 29 de marzo de 2022.

## Historia
La colección, de casi 9000 piezas, fue reunida durante 80 años por Sir William Burrell (1861-1958), un rico armador y coleccionista de arte que finalmente la donó a la ciudad de Glasgow en 1944 junto con una dotación de 250.000 libras.
La donación se hizo con dos condiciones: 
- albergar la colección en un edificio a 26 km del centro de Glasgow, para evitar los efectos dañinos del aire contaminado de la época y así mostrar las obras en las mejores condiciones, y
- no prestar nunca ninguna obra a exposiciones lejanas, que requiriesen el transporte en barco. Esta exigencia buscaba evitar riesgos a las obras, dado que en aquella época los sistemas de transporte y embalaje eran menos seguros que los actuales.

Se procuró durante casi 20 años encontrar una sede adecuada para la colección, una que reuniera todas las exigencias establecidas en los términos de la cesión. No fue posible, y con el tiempo, cuando la finca Pollok fue regalada a la ciudad en 1967, los albaceas hicieron que se quitaran ciertos términos del legado, para que esta finca fuese la sede del museo. Se halla solo a 5 km del centro de la ciudad y dentro de los límites de esta, por lo que no responde a las exigencias del magnate Burrell, pero afortunadamente las circunstancias actuales permiten minimizar los perjuicios de la polución, que tanto preocupaban al donante. El museo se halla en un parque cuyo arbolado mejora la calidad del aire, a lo que también contribuyen los modernos sistemas de climatización de las salas.
La construcción del museo actual se esbozó hacia 1971, pero se vio demorada por diversas causas y este no fue inaugurado hasta 1983, en un acto presidido por la reina Isabel II del Reino Unido. Se trata de un edificio definido como neomodernista que recuerda a un invernadero. Con planta en forma de L, fue construido mayormente con ladrillo y grandes lunas de vidrio que intentan aprovechar al máximo la luz natural. Algunas de las puertas y paredes interiores tienen adosados elementos pétreos de época medieval.
Debido a goteras y demás problemas, en 2014 se anunció que el museo necesitaba una renovación. Esta arrancó en 2016, con una duración estimada de tres años, pero el proceso se fue demorando; en 2019 se anunció que la reapertura no sería antes de la primavera de 2021, y en parte debido a la pandemia de la Covid-19 el museo no se ha reabierto hasta marzo de 2022. Los responsables de la institución aprovecharon el periodo de cierre para prestar algunas obras de arte a otros museos de diversos países.

## La colección
La Burrell  tiene unas 9000 piezas, entre las cuales destaca una importante colección de arte medieval incluyendo vidrieras y tapices, muebles de roble, armas y armaduras. Una pieza singular de mobiliario es el cabecero de una cama que usaba Enrique VIII en los tiempos de su cuarto matrimonio, con Ana de Cléveris.
Posee también piezas de arte islámico, objetos del Antiguo Egipto y de la Antigua China, como un valiosísimo jarrón de porcelana de la dinastía Ming, uno de los únicos cuatro de su tipo existentes en el mundo. 
Otra pieza importante del museo es el Vaso Warwick: una gran copa pétrea del Imperio romano, que decoró un jardín de la Villa Adriana de Tívoli. Fue descubierto en el siglo XVIII y llevado al Reino Unido, al Castillo de Warwick. Subastado en 1978, el ganador de la puja fue el Metropolitan Museum de Nueva York, pero el gobierno británico denegó la exportación de la pieza, que fue adquirida y depositada en este museo gracias a varias aportaciones económicas.
El repertorio de pintura europea incluye a maestros como Lucas Cranach el Viejo (Judit con la cabeza de Holofernes, 1530), Giovanni Bellini (La Virgen con el Niño, h. 1488), Rembrandt (Autorretrato juvenil), Theodore Géricault... También contiene obras impresionistas de Manet, Alfred Sisley, Camille Pissarro, Renoir, Paul Gauguin y Cézanne (Le Château de Médan). El repertorio de pasteles de Edgar Degas se considera el más rico de todo el Reino Unido. Un ejemplar en bronce de El pensador de Auguste Rodin se expone en el exterior, y además hay escultura moderna y toda una serie de objetos de todo el mundo. Se trata de una colección unipersonal, reunida enteramente por un solo hombre, lo cual constituye un hito en el coleccionismo mundial.